# Coldstream Guards
Pour les articles homonymes, voir Coldstream.

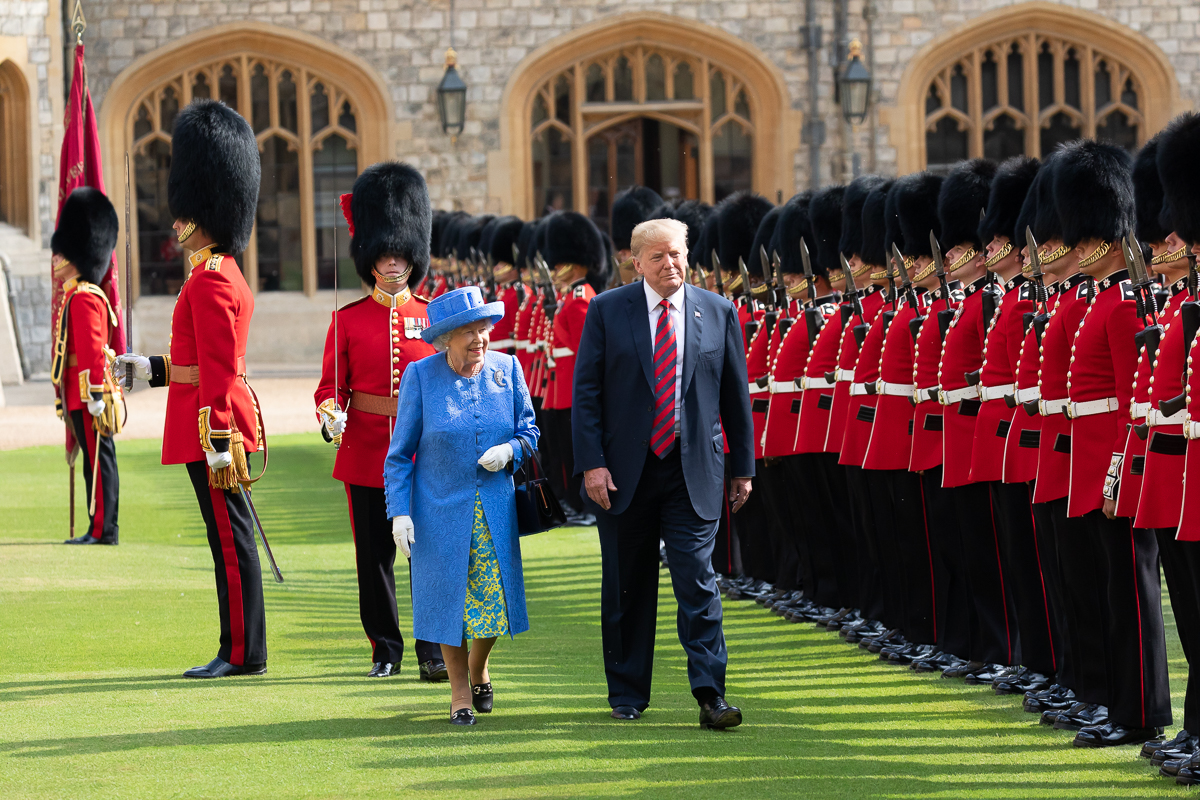
La reine Élisabeth II et le président américain Donald Trump passant les troupes en revue au château de Windsor, en 2018.

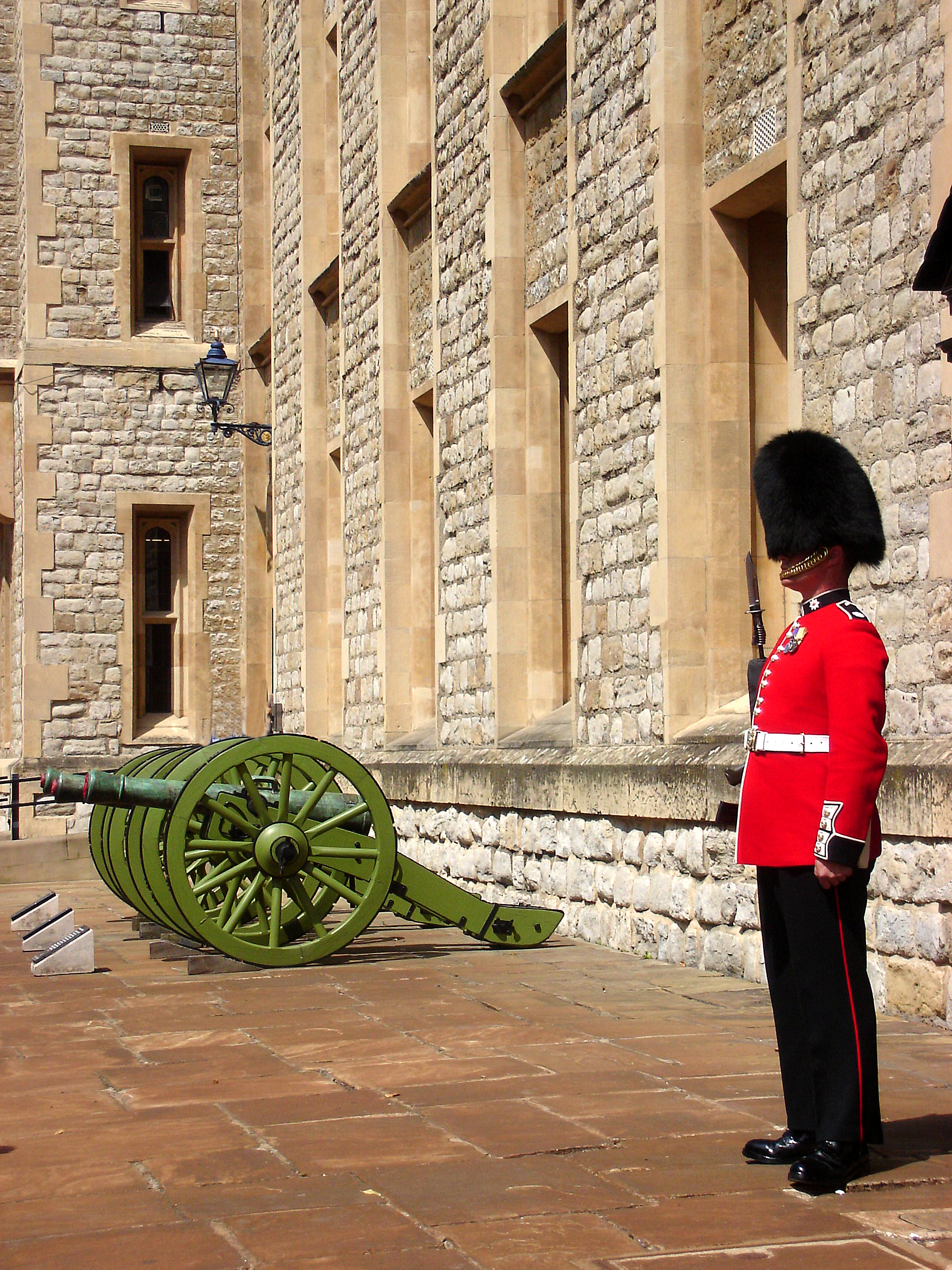
Un Coldstream Guard en faction devant la tour de Londres.

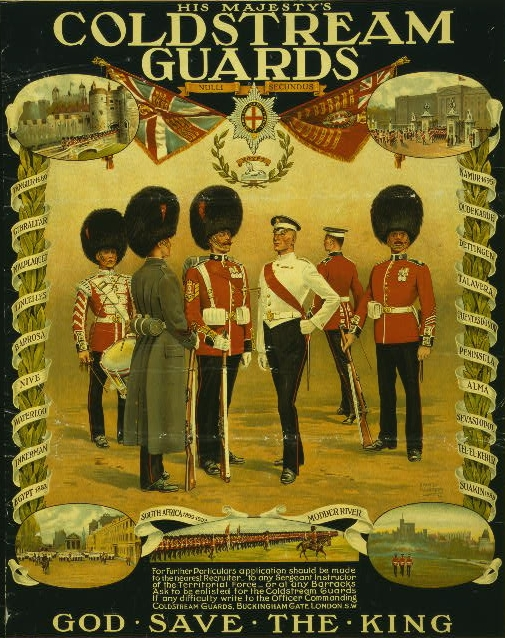
Affiche de recrutement pour les Coldstream Guards, avec leurs différents uniformes, en 1914.

Les Coldstream Guards constituent un régiment d'infanterie de l'Armée britannique, faisant partie de la Household Division.

## Histoire
Le régiment des Coldstream Guards, gardes anglais, est créé en 1661. Il est issu du régiment levé sous le régime d'Oliver Cromwell par le général George Monck en 1650, dans la ville de Coldstream, à la frontière entre l'Angleterre et l'Écosse.
L’appellation actuelle date de 1855. C’est le deuxième régiment de l'infanterie de la Garde - les Royal Foot Guards - qui comprend 5 régiments à 1 bataillon depuis la réforme de 1992 :
- Les Grenadier Guards sont issus du Régiment de Lord Wentworth, levé en 1656, chargé de la garde rapprochée du roi Charles II alors en exil en Belgique. L’appellation actuelle date de 1877. Il s'agit du premier régiment des gardes.
- Les Coldstream Guards, deuxième régiment des gardes.
- Les Scots Guards, gardes écossais, sont issus du régiment royal du Marquis d’Argyll levé en 1642. L’appellation actuelle date de 1877. C’est le troisième régiment des gardes.
- Les Irish Guards, gardes irlandais, sont créés en 1900 en récompense de la bravoure des Irlandais pendant la deuxième guerre des Boers en Afrique du Sud (du 9 octobre 1899 au 1er juin 1902). C’est le quatrième régiment des gardes.
- Les Welsh Guards, gardes gallois, sont créés en 1915. C’est le cinquième régiment des gardes.

Les trois premiers régiments disposent d’une compagnie supplémentaire qui reprend les couleurs et les traditions des 2e bataillons disparus lors de la réforme de 1992 (No 2 Company, 2nd Bn Grenadier Guards (renommée Nijmegen Company), No 7 Company, 2nd Bn Coldstream Guards et F Company, 2nd Bn Scots Guards). Ces trois compagnies installées à Chelsea Barracks à Londres sont chargées du cérémonial et de la sécurité des bâtiments. Leur célèbre uniforme comprend une tunique rouge et un bonnet noir en poil d’ours (poil d’ourse pour les officiers) adopté en 1831. Il est emprunté aux grenadiers à pied de la Garde impériale de Napoléon Ier, vaincus à Waterloo en 1815 par le 1st Foot Guards qui par la suite prit le nom de Grenadier Guards.
On différencie les gardes à la couleur de l’aigrette du bonnet, au nombre et à l’alignement des boutons, ainsi qu’aux insignes de col et aux épaulettes :
- pour les Grenadier : plumet blanc à gauche et boutons à espaces réguliers (car 1er régiment d'infanterie),
- pour les Coldstream : plumet rouge à droite et boutons groupés par 2 (car 2e régiment),
- pour les Écossais : pas de plumet et boutons groupés par 3 (car 3e régiment),
- pour les Irlandais : plumet bleu à droite et ou à gauche et boutons groupés par 4 (car 4e régiment),
- pour les Gallois : plumet vert et blanc à gauche et boutons groupés par 5 (car 5e régiment).

## Campagnes et batailles

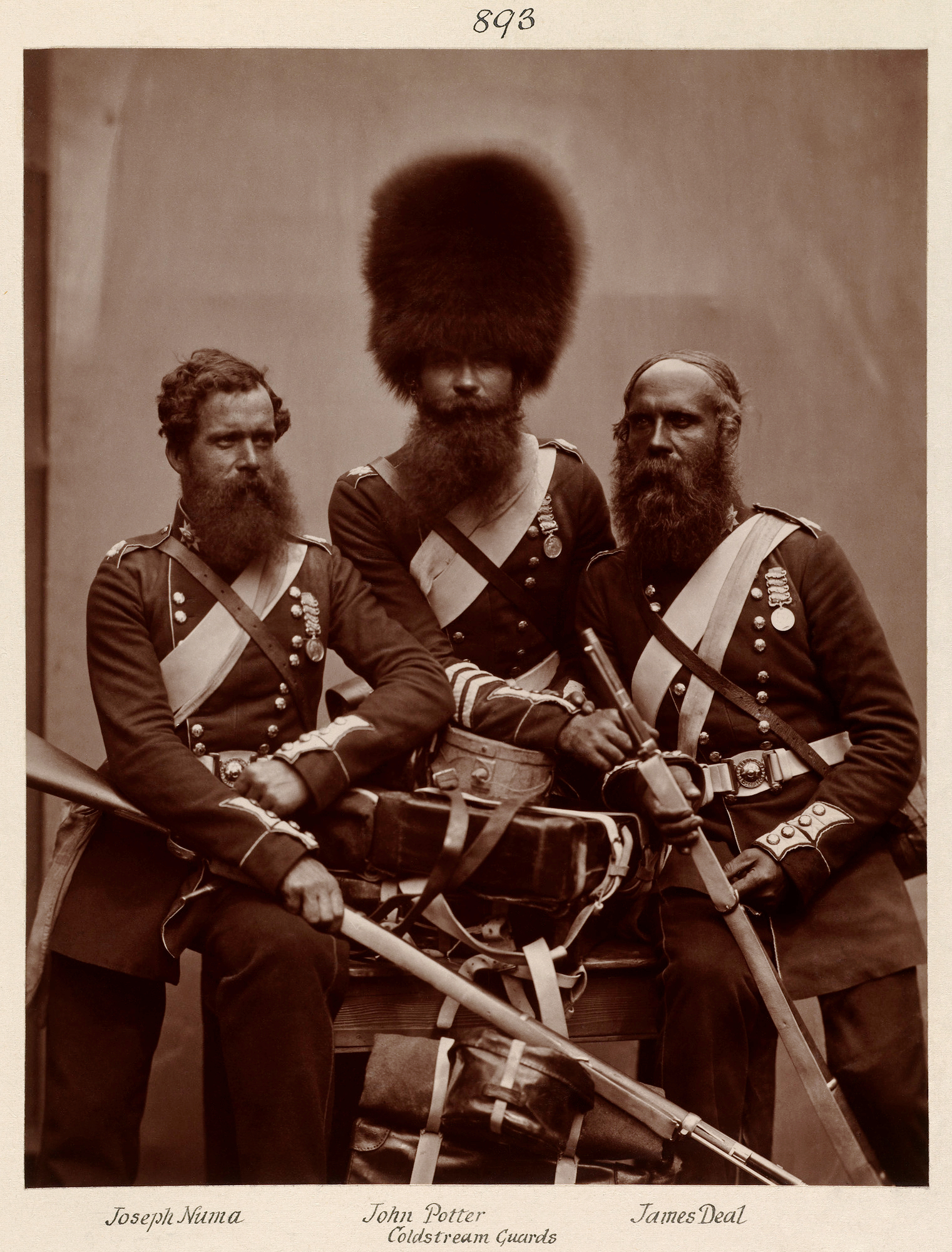
Joseph Numa, John Potter, et James Deal, Coldstream Guards héros de la guerre de Crimée

- Guerre de Succession d'Autriche

11 mai 1745: bataille de Fontenoy

## Coldstream Guards célèbres
- George Ridgwell, réalisateur de cinéma muet.
- Eddie Chapman, célèbre cambrioleur, devenu tour à tour agent allemand puis agent britannique pendant la Seconde Guerre mondiale, s'est engagé dans la garde et a même servi à la Tour de Londres, assurant le service des clefs de la couronne[1].